# Markab
Markab (Alpha Pegasi, α Peg) je třetí nejjasnější hvězda v souhvězdí Pegase a jedna ze čtyř hvězd tvořících Pegasův čtverec. Její tradiční název pochází z arabského slova „markab“, což znamená „sedlo“ nebo „vůz“.

## Charakteristika
Markab je modrobílý obr spektrální třídy B9 III. Nachází se přibližně 133 světelných let od Země. Hvězda má:
- hmotnost přibližně 4 násobek hmotnosti Slunce,
- poloměr 4,8 násobek poloměru Slunce,
- povrchovou teplotu přibližně 10 000 K,
- svítivost 160 násobek svítivosti Slunce.

Markab se nachází na konci hlavní posloupnosti Hertzsprungova–Russellova diagramu. Hvězda se brzy přesune do fáze spalování helia a stane se červeným obrem. Svůj život zakončí jako bílý trpaslík.

## Historie a názvosloví
Markab byl znám již ve starověku a jeho název pochází z arabského markab, což znamená „sedlo“. Hvězda je spojována s asterismem Velkého čtverce Pegase, který je významný pro orientaci na noční obloze. Mezinárodní astronomická unie standardizovala jméno Markab v roce 2016.
V čínské astronomii je Markab znám jako Shì Xiù yī (室宿一), „první hvězda tábora“, a je součástí asterismu známého jako „tábor“.

## Význam v astronomii
Markab je důležitou orientační hvězdou na noční obloze, protože spolu s dalšími hvězdami Pegasova čtverce tvoří asterismus. Tento asterismus je využíván jak amatérskými astronomy, tak profesionály k nalezení dalších zajímavých objektů v oblasti Pegase, například kulových hvězdokup nebo spirálních galaxií. Hvězda má také význam při sledování pohybu hvězd v rámci galaktického disku díky její precizně změřené paralaxe a vlastnímu pohybu.
Vědci spekulují, že Markab může být ve fázi, kdy dochází k vyčerpání paliva v jádře, což z ní činí objekt zajímavý pro studium evoluce hvězd blízkých přechodu na červené obry. Hvězda je také studována v rámci asteroseismologie, která pomáhá pochopit vnitřní strukturu hvězd tohoto typu.